# ون ویلیامز
ون ویلیامز](به انگلیسی: Van Zandt Jarvis Williams) (زادهٔ ۲۷ فوریه ۱۹۳۴ - درگذشتهٔ ۲۸ نوامبر ۲۰۱۶) بازیگر تلویزیون و سینما بود. مهمترین نقش‌آفرینی وی حضور در مجموعهٔ تلویزیونی زنبور سبز است که با بروس لی همبازی بود.
ویلیامز در سال ۱۹۵۹ با ویکی فلاکسمن ازدواج کرد. [۲] آنها با هم صاحب دو فرزند و یکی نیز از ازدواج قبلی ویکی شدند. او نه نوه داشت.  وی از ازدواج قبلی دارای دو دختر دوقلو بود که شامل چهار نوه نیز بود. در سال ۱۹۸۸، ویلیامز صاحب خانه‌هایی در سان دره، آیداهو، فورت ورث (که شامل مزرعه ای بود که از والدینش به ارث برده بود) و هاوایی بود. وی گفت این ثمره سرمایه‌گذاری‌های خوب است.  پت پریست (The Munsters)، دوست و همسایه قدیمی ویلیامز، گفت که وی مربی وی بود. 
در خارج از حرفه بازیگری، ویلیامز نیز از نزدیک با آدام وست همبازی بود. این دو نفر همسایه ساکن دره سان بودند و اوقات فراغت زیادی را با هم می‌گذراندند. وست همچنین ادعا کرد وقتی مردم آنها را در فضای باز با هم می‌دیدند، در مورد اینکه بتمن و The Green Hornet با هم در یک پرونده مخفی هستند اظهار نظر می‌کنند.  تهیه‌کننده کوین برنز در ۵ دسامبر ۲۰۱۶ فاش کرد که ویلیامز در ۲۸ نوامبر ۲۰۱۶ در اثر نارسایی کلیه در سن ۸۲ سالگی در اسکاتسدیل، آریزونا درگذشت.  

## فیلم وگرافی

### سینما
- Tall Story (۱۹۶۰)
- The Caretakers (۱۹۶۳)
- اژدها: داستان بروس لی (۱۹۹۳)

### تلویزیون
- Bourbon Street Beat (1959–1960) as Ken Madison
- Surfside 6 as Ken Madison
- زنبور سبز در نقش زنبور سبز

و حضور در سریال بتمن
- The Big Valley
- The Tycoon
- The Dick Van Dyke Show as Corporal Clark Rice
- Nanny and the Professor as Mr. Parsons
- Westwind (1975–1976) as Steve Andrews
- خیابان‌های سانفرانسیسکو (مجموعه تلویزیونی) - "The Thrill Killers, Part 1" (1976) Officer Morton